# 華園家
華園家（はなぞのけ）は、親鸞の末裔にあたる浄土真宗興正派総本山興正寺住職家で華族の男爵家。

## 歴史
親鸞の末裔に当たり、京都市下京区花園町にある興正寺の住職を世襲する家。江戸時代には西本願寺の准門跡だった。幕末には鷹司政通の次男摂信が養子に入って家督を継ぎ、維新の際に末寺の僧を率いて王事に尽して功をあげ明治5年に華族に列せられた。また明治9年には真宗中に興正派を立てることを許された。明治10年に沢称が跡を継いだ。
明治17年（1884年）7月の華族令施行に際しては授爵されず、無爵華族となった。「三条家文書」所収寂柳原前光建白書」によれば明治22年12月付け「真宗僧侶華族及沖縄県華族へ授爵建議」の中において、すでに華族位を与えられている者に爵位だけ与えない理由はないこと、無爵華族だと貴族院に議席が持てず、かつ華族戸主であるために衆議院議員にもなれず、被選挙権が不当に制限されている状態であること、ヨーロッパでは貴族が僧侶となり爵位を持つのは珍しくないことなどから僧侶華族にも爵位を与えるべきことを建議している。
しかし僧侶華族の家格を定めるのは難産だった。当初は大僧正の例が連綿とある東西本願寺の両大谷家と、それに次いで歴代当主が4人大僧正に任じられた常磐井家（専修寺住職家）を伯爵、華園家・木辺家（錦織寺住職家）・渋谷家（仏光寺住職家）の3家はそれに次ぐ家格として子爵とする案が有力だったが、門徒の信仰面も考慮し、最終的には両大谷家を伯爵家としつつ、それ以外の僧侶華族は一律男爵家とすることになった。華園家も明治29年（1896年）5月に沢称が男爵に叙せられた。